# Yo, adolescente
Yo, adolescente és un drama juvenil argentí en forma de film dirigit i guionitzat per Lucas Santa Ana. Està basat en el llibre homònim, que és l'autobiografia real del protagonista. Els actors principals són Renato Quattordio, Malena Narvay, Thomás Lepera i Jerónimo Bosia. Es va estrenar el 23 de juliol de 2020 al canal públic de Cine.ar. Més tard, Netflix en va adquirir els drets per a llançar-la a la plataforma el 12 de novembre del mateix any.

## Sinopsi
Entre el 2004 i el 2005, Nicolás "Zabo" Zamorano estrena un blog sobre la seva vida quotidiana titulat Yo, adolescente narrant-hi el suïcidi recent d'un amic íntim i un incendi en un concert prop seu que provoca nombroses morts. Poc després, comença a qüestionar-se la seva orientació sexual i s'amiga amb diverses persones.

## Elenc
- Renato Quattordio com a Nicolás "Zabo" Zamorano
- Malena Narvay com a Tina
- Thomás Lepera com a Tomás
- Jerónimo Giocondo Bosia com a Ramiro
- Walter Rodríguez Pez com a Agustín
- Tomás Wicz com a Checho
- Tomás Raimondi com a Lucho
- Majo Chicar com a Camila
- Agustina Cabo com a María
- Gregorio Barrios com a Fran
- Tomás Agüero com a Pol
- María Lía Bagnoli com a mare de Zabo
- Hernán Morán com a pare de Zabo
- Bruno Giganti com a Mateo
- Carolina Unrein com a Florencia

## Premis i nominacions
| Any  | Organització                                     | Categoria                  | Subjecte          | Resultat  |
| ---- | ------------------------------------------------ | -------------------------- | ----------------- | --------- |
| 2019 | Festival Internacional de Cinema de Viña del Mar | Millor llargmetratge       | Lucas Santa Ana   | Guanyador |
| 2019 | Festival de Cinema Iberoamericà de Huelva        | Millor llargmetratge       | Lucas Santa Ana   | Guanyador |
| 2019 | Festival de Cinema Iberoamericà de Huelva        | Millor actor               | Renato Quattordio | Guanyador |
| 2020 | Festival Internacional de Cinema a Guadalajara   | Millor film                | Lucas Santa Ana   | Nominat   |
| 2021 | Premis Cóndor de Plata                           | Millor revelació masculina | Renato Quattordio | Guanyador |
| 2021 | Premis Sur                                       | Millor actor revelació     | Thomás Lepera     | Nominat   |

## Crítica
La pel·lícula ha rebut crítiques mixtes per part dels entesos. Ezequiel Boetti d'Otros Cines va manifestar que «al capdavall, es converteix en una pel·lícula plena de colps baixos, amb actuacions desiguals i una profunditat digna d'alguna tira de Cris Morena», i hi agrega que el relat del film està conformat «per una successió d'escenes forçades, per un guió més preocupat per generar consciència que per les qüestions cinematogràfiques». En canvi, Adolfo C. Martínez del diari La Nación va ressaltar l'actuació de Renato Quattordio, que considera que encapçala excel·lentment l'elenc de la pel·lícula i que fa de la història «un retrat fidel i fondo d'aquella tan difícil edat en la qual comencen a descobrir-se els secrets de l'adultesa». Per part seva, Juan Velis del portal Medium comenta que «Santa Ana exposa de manera convincent i extraordinària» el que significa ser un adolescent en aquells temps postcromanyó, però li «resulten una mica abruptes i devastadores algunes decisions del guió, amb un tancament declamatori i un poc efectista que, tanmateix, sens dubte és imprescindiblement urgent».
D'una altra banda, Gimena Meilinger de Sin Subtítulos va puntuar la cinta amb un 8 sobre 10 i va referir-se a la interpretació de Quattordio com meravellosa, mentre que «la fotografia, que és curosa i denota soledat, i interpretacions correctes i una excel·lent banda sonora, en conjunt, en fan un film que paga la pena de veure». Diego Da Costa de Cinema Gavia conclou que Yo, adolescente «es dilueix per la falta de concreció i massa línies obertes [...], amb la qual cosa esdevé un retrat a mig gas, que podria haver donat per a molt més. El repartiment està en plena projecció pel que fa a la maduració interpretativa, així que no hi ha un desplegament artístic precís. La proposta de la realització no troba un camí propi i al final cau en l'estàndard de pel·lícula adolescent. És tan dispersa i canviant que no es troba a si mateixa».